# Arnoldo Camuzzi
Arnoldo Camuzzi (* 29. Januar 1838 in Sankt Petersburg; † 13. März 1895 in Montagnola) war ein Schweizer Landschaftsmaler.

## Leben
Arnoldo Camuzzi stammte aus der Künstlerfamilie Camuzzi. Sein Vater war der Architekt Agostino Camuzzi, der Erbauer der Casa Camuzzi.
Er studierte Ingenieurwissenschaften an der Polytechnischen Schule Zürich. 1857 wurde er Mitglied des Corps Rhenania Zürich. Nach Abschluss des Studiums als Ingenieur wurde er in seiner Tessiner Heimat Bahnhofsinspektor.
In der Folge widmete er sich der Malerei und wurde Schüler von Gottardo Valentini in Mailand. Besondere Bekanntheit erlangte er durch sein sowohl in Mailand als auch in Turin ausgestellte Panorama von Lugano.